# Белорусские кросна
Белорусские кросна ― ручной ткацкий станок, характерный для белорусского народного ткачества.
О древнем происхождении кросен свидетельствует их распространённость у многих народов.
Кроснам предшествовали примитивные приспособления для образования в нитях основы зева — первоэлемента ткацкой технологии.
На кроснах изготовляли разнообразные ткани: от грубой посконной или сукна до тончайших полотен для намиток (головного убора замужних женщин в Беларуси), от простого холста до узорных тканей.

## Конструкция кросен
В Беларуси основной тип кросен включает: «ставы» — деревянный каркас, на котором собирают конструкционно важные узлы станка; «навои» — 2 деревянных вала, на один из которых навивают нити основы, а на другой наматывают полотно; «ниты», или «ничальницы», — надетые рядами на 2 параллельных прутка (верхний и нижний) нитяные петли, сквозь которые протягивают нити основы (от количества нитов зависит узор ткани); «бёрда» — приспособление для прибивания уточной нити, состоящее из тонких узких пластинок наподобие гребешка с 2 спинками и вкладывающееся в «набилицы»; «поножи», «колёсца», «чепёлки» — рычаги и блоки для приведения в движение нитов. При нажатии па поножи, привязанные к ним ниты расходятся и образуют в основе зев, через который пробрасывают челнок с навитым на цевку утком.
При завершении процесса ткачества (чтобы полнее использовать основу) употребляют «стыкальник» — деревянный брусок с привязанными на концах верёвками. Концы основы крепят к стыкальнику, а его — верёвками к навою. При подготовке к ткачеству и в процессе работы используются сновалка, мотовило, «сукало» для насучивания цевок, «пруги» для фиксации ширины полотна.

## Кросна в культуре
- Существует белорусский народный танец «Кросны».
- В районных центрах Беларуси ― Старых Дорогах и Лепеле ежегодно проходит конкурс ткачих «Матчыны кросны».
- Белорусские кросна воспеты в стихах Иваном Карендой[2].